# Eugen Schmitz
Eugen Schmitz (ur. 12 lipca 1882 w Neuburg an der Donau, zm. 10 lipca 1959 w Lipsku) – niemiecki muzykolog.

## Życiorys
Był praprawnukiem Louisa Spohra. Początkowo studiował prawo, następnie kształcił się w zakresie muzykologii pod kierunkiem Theodora Kroyera i Adolfa Sandbergera na Uniwersytecie Monachijskim. W 1905 roku uzyskał stopień doktora na podstawie pracy Der Nürnberger Organist Johann Staden: Beiträge zur Wurdigung seiner musikgeschichtlichen Stellung (wyd. w wyborze Lipsk 1906). W latach 1905–1908 pisał recenzje i artykuły do „Allgemeine Zeitung” i „Münchener Zeitung”, redagował też „Neue musikalische Rundschau”. W 1909 roku habilitował się na podstawie pracy Beiträge zur Geschichte der italienischen Kammerkantate im 17. Jahrhundert. Od 1910 do 1914 roku wykładał na Uniwersytecie Monachijskim, następnie w latach 1914–1915 pełnił rolę dyrektora Mozarteum w Salzburgu. W 1915 roku osiadł w Dreźnie, gdzie do 1939 roku redagował „Dresdner Nachrichten”. Wykładał też w Technische Hochschule (1916–1939) i w konserwatorium drezdeńskim (1924–1939). Od 1939 do 1955 roku pełnił funkcję kierownika Musikbibliothek Peters w Lipsku.
Prowadził badania o szerokim zakresie tematycznym, zajmował się historią muzyki w renesansie i baroku, a także muzyką XIX wieku, ze szczególnym naciskiem na twórczość Richarda Wagnera. Przygotował także do wydania kompozycje oraz autobiografię swojego przodka, Louisa Spohra.

## Wybrane prace
(na podstawie materiałów źródłowych)
- Hugo Wolf (Lipsk 1906)
- Richard Strauss als Musikdramatiker: eine ästhetische-kritische Studie (Monachium 1907)
- Richard Wagner (Lipsk 1909; 2. wyd. 1918)
- Harmonielehre als Theorie: Aesthetik und Geschichte der musikalischen Harmonik (Monachium 1911)
- Palestrina (Lipsk 1914; 2. wyd. 1954)
- Musikästhetik (Lipsk 1915; 2. wyd. 1925)
- Orlando di Lasso (Lipsk 1915; 2. wyd. 1954)
- Klavier, Klaviermusik und Klavierspiel (Lipsk 1919)
- Richard Wagner: Wie wir ihn heute sehen (Drezno 1937)
- Schuberts Auswirkung auf die deutsche Musik bis zu Hugo Wolf und Bruckner (Lipsk 1954)
- Unverwelkter Volksliedstil: J.A.P. Schulz und seine „Lieder im Volkston” (Lipsk 1956)